# Ліндеталь
Ліндеталь (нім. Lindetal) — громада в Німеччині, розташована в землі Мекленбург-Передня Померанія. Входить до складу району Мекленбургіше-Зенплатте. Складова частина об'єднання громад Штаргардер-Ланд.
Площа — 56,33 км2. Населення становить 1168 ос. (станом на 31 грудня 2020).